# Castilleja nervata
Castilleja nervata är en snyltrotsväxtart som beskrevs av Eastwood. Castilleja nervata ingår i släktet målarborstar, och familjen snyltrotsväxter. Inga underarter finns listade i Catalogue of Life.